# Panzerregiment 1
Het Panzerregiment 1 was een Duits tankregiment van de Wehrmacht tijdens de Tweede Wereldoorlog.

## Krijgsgeschiedenis

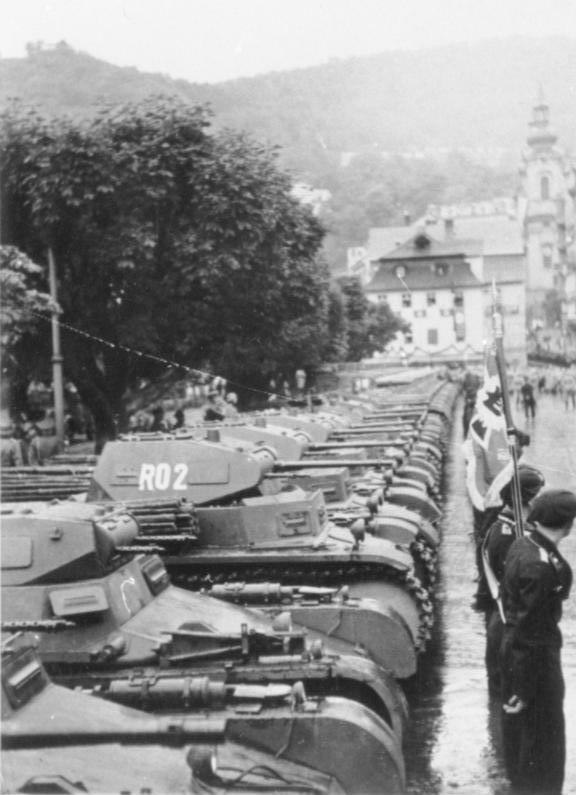
Parade van het regiment in Karlsbad op 4 oktober 1938

Panzerregiment 1 werd opgericht op 15 oktober 1935 in Erfurt in Wehrkreis IX door omdopen van het sinds 1 oktober 1934 bestaande Kampfwagenregiment 2 (Kraftf. Lehrkommando Ohrdruff).
Het regiment maakte bij oprichting deel uit van de 1e Pantserdivisie en bleef dat gedurende zijn hele bestaan.
Het regiment capituleerde (met de rest van de divisie) zuidelijk van Linz aan Amerikaanse troepen op 8 mei 1945.

## Samenstelling bij mobilisering
- I. Abteilung met 3 compagnieën (1, 2, 4)
- II. Abteilung met 3 compagnieën (5, 7, 8)

## Wijzigingen in samenstelling
Op 26 mei 1942 verliet de I. Abt. het regiment en werd Pz.Abt. 116 van der 16e Gemotoriseerde Divisie.

De II. Abt. werd op 15 januari 1943 omgedoopt tot I. Abt. En een nieuwe II. Abt. werd op 27 januari 1943 gevormd uit I./Pz.Rgt. 203 van Panzerbrigade 100 en de I. Abt. kreeg er een vierde compagnie bij.

Op 1 november 1943 werd de I. Abt. omgevormd tot een Panther-Abteilung.

## Opmerkingen over schrijfwijze
- Abteilung is in dit geval in het Nederlands een tankbataljon.
- II./Pz.Rgt. 1 = het 2e Tankbataljon van Panzerregiment 1

## Commandanten
| Rang                                      | Naam                         | Begin             | Eind              | Opmerking            |
| ----------------------------------------- | ---------------------------- | ----------------- | ----------------- | -------------------- |
| Oberst                                    | Ludwig Ritter von Radlmaier  | 15 oktober 1935   | 6 oktober 1936    |                      |
| Oberstleutnant                            | Kurt Schmelzer               | 6 oktober 1936    | 10 november 1938  |                      |
| Oberst                                    | Johannes Nedtwig             | 10 november 1938  | 14 mei 1940       |                      |
| Oberstleutnant                            | Dittmann                     | 14 mei 1940       | ??                | tijdelijk commandant |
| Oberst                                    | Johannes Nedtwig             | ??                | 26 augustus 1940  |                      |
| Oberstleutnant                            | Arthur Kopp                  | 26 augustus 1940  | 31 januari 1942   |                      |
| Oberst                                    | Alfred Grampe                | 1 februari 1942   | 31 december 1942  |                      |
| Oberst                                    | Helmuth von Grolman          | 1 januari 1943    | 31 augustus 1943  |                      |
| Oberst                                    | Gustav Feller                | 1 september 1943  | 6 december 1943   |                      |
| Major                                     | Ernst Philipp                | 6 december 1943   | 15 januari 1944   |                      |
| Oberstleutnant                            | Heinz-Werner Frank           | 15 januari 1944   | april 1944        |                      |
| Hauptmann                                 | Staudte                      | april 1944        | mei 1944          |                      |
| Major                                     | Ernst Philipp                | mei 1944          | mei 1944          |                      |
| Major                                     | Harry Düntsch                | mei 1944          | 3 juni 1944       |                      |
| Oberstleutnant Oberst (vanaf 1 juli 1944) | von Trotha                   | 3 juni 1944       | 15 juli 1944 †    | KIA bij Tarnopol     |
| Major                                     | Harry Düntsch                | 15 juli 1944      | 5 september 1944  |                      |
| Oberstleutnant                            | Prinz zu Waldeck und Pyrmont | 5 september 1944  | 20 september 1944 |                      |
| Oberstleutnant                            | Streith                      | 20 september 1944 | oktober 1944      | zwaar gewond         |
| Major                                     | Harry Düntsch                | oktober 1944      | 16 december 1944  |                      |
| Oberstleutnant                            | Ernst Philipp                | 16 december 1944  | 27 januari 1945   | gewond               |
| Hauptmann                                 | Elias                        | 27 januari 1945   | 15 februari 1945  | tijdelijk commandant |
| Oberst                                    | Streith                      | 15 februari 1945  | 16 april 1945     | tijdelijk commandant |
| Oberst                                    | Ernst Philipp                | 16 april 1945     | begin mei 1945    |                      |
| Hauptmann                                 | Unger                        | begin mei 1945    | 5 mei 1945        |                      |
| Oberst                                    | Ernst Philipp                | 5 mei 1945        | 8 mei 1945        |                      |

Panzerregiment 1 · Panzerregiment 2 · Panzerregiment 3 · Panzerregiment 4 · Panzerregiment 5 · Panzerregiment 6 · Panzerregiment 7 · Panzerregiment 8 · Panzerregiment 9 · Panzerregiment 10 · Panzerregiment 11 · Panzerregiment 15 · Panzerregiment 16 · Panzerregiment 17 · Panzerregiment 18 · Panzerregiment 21 · Panzerregiment 22 · Panzerregiment 23 · Panzerregiment 24 · Panzerregiment 25 · Panzerregiment 26 · Panzerregiment 27 · Panzerregiment 28 · Panzerregiment 29 · Panzerregiment 31 · Panzerregiment 33  · Panzerregiment 35 · Panzerregiment 36 · Panzerregiment 39 · Panzerregiment 69 · Panzerregiment 80 · Panzerregiment 100 · Panzerregiment 101 · Panzerregiment 102 · Panzerregiment 116 · Panzerregiment 118 · Panzer-Lehr-Regiment 130 · Panzerregiment 201 · Panzerregiment 202 · Panzerregiment 203 · Panzerregiment 204 · Schweres Panzer-Regiment Bäke · Panzerregiment Brandenburg · Panzerregiment Coburg · Panzerregiment Feldherrnhalle · Panzerregiment Feldherrnhalle 2 · Panzerregiment Hermann Göring · Panzerregiment Großdeutschland · Panzerregiment Kurmark · Panzerregiment von Lauchert · Panzerregiment Major Rettemeier · Fallschirm-Panzerregiment 1 · Fallschirm-Panzerregiment 21 · SS-Panzerregiment 1 LSSAH · SS-Panzerregiment 2 · SS-Panzerregiment 3 · SS-Panzerregiment 5 · SS-Panzerregiment 9 · SS-Panzerregiment 10 · SS-Panzerregiment 11 · SS-Panzerregiment 12